# Herk Harvey
Harold Arnold Harvey, detto Herk (Windsor, 3 giugno 1924 – Lawrence, 3 aprile 1996), è stato un regista, attore e regista statunitense.

## Filmografia parziale
- Carnival of Souls (1962) - regista, autore del soggetto, produttore e attore non accreditato